# Turkuł
Turkuł (ukr. Туркул) – szczyt o wysokości 1933 m n.p.m. znajdujący się w paśmie Czarnohory na Ukrainie. Wznosi się w grzbiecie głównym, pomiędzy Dancerzem (Данціж, 1850 m) na północy a Rebrą (Ребра, 2001 m) na południowym wschodzie. Zachodnie zbocza opadają do doliny potoku Ozirnego (Озірний), południowe do doliny potoku Butyniec, północno-wschodnie zaś do polodowcowego kotła, w którym leży Jeziorko Niesamowite (озеро Несамовите). Grzbiet odchodzący od wierzchołka w kierunku południowo-zachodnim zajmuje Połonina Turkulska (Полонина Туркульська).
Na górze zachowały się okopy z czasów I wojny światowej. W okresie międzywojennym przez szczyt przebiegała granica pomiędzy Polską a Czechosłowacją (słupek graniczny nr 33). Turkuł jest dobrym punktem widokowym na pobliskie szczyty Czarnohory oraz na dalsze pasma górskie.

## Szlaki turystyczne
- – szlak biegnący głównym grzbietem Czarnohory, od Petrosa na północnym zachodzie po Popa Iwana na południowym wschodzie,
- – schodzący z Turkuła na zakarpacką stronę, w kierunku wsi Ługi,
  -  – w okresie międzywojennym prowadził na Turkuł ze schroniska na Zaroślaku[2]. Obecnie w dużej mierze pokrywa się z nieznakowanym szlakiem wychodzącym obok Jeziora Niesamowitego.